# Daniela Peštová
Daniela Peštová (* 14. Oktober 1970 in Teplice, Tschechoslowakei) ist ein tschechisches Fotomodell.

## Biografie
Entdeckt wurde sie von Dominique Caffin von der Agentur Madison Modeling Agency. Zunächst strebte sie ein Hochschulstudium an, zog aber nach Gewinn eines nationalen Modelwettbewerbs nach Paris und begann eine Zusammenarbeit mit der Madison Modeling Agency. Später zog sie nach New York City, wo ihre Karriere begann.
Peštová war auf den Titelblättern der Magazine GQ, Marie Claire, Cosmopolitan, Glamour und Elle und außerdem auf dem Titelblatt der Sports Illustrated Swimsuit Issue im Jahr 1995 und 2000. Sie arbeitete für L’Oréal und Victoria’s Secret.
Sie war verheiratet mit Tommaso Buti, einem ehemaligen Direktor von Fashion Café, ließ sich aber 1998 von ihm scheiden. Aus der Ehe ging der gemeinsame Sohn Yannick hervor. Mit ihrem jetzigen Lebensgefährten, dem Sänger Pavol Habera, hat sie außerdem eine Tochter Elle. 